# Neli Morawicka-Rudnicka
Neli Morawicka-Rudnicka, z domu: Aniela Morawicka (ur. 26 lipca 1914 w Szczuczynie, zm. 18 czerwca 1997 w Krakowie) – polska malarka. Córka Jana Chryzostoma Morawickiego i Karoliny z domu Binder. 

## Życiorys
Od najmłodszych lat mieszkała w Warszawie. Rozpoczęła studia malarskie w Szkole Sztuk Zdobniczych i Malarstwa w Warszawie. Kontynuowała je w Akademii Sztuk Pięknych w Krakowie (dokąd przeprowadziła się po II wojnie światowej) u profesorów Władysława Jarockiego i Czesława Rzepińskiego. 
Swoje obrazy prezentowała na wystawach indywidualnych, spośród których ostatnia miała miejsce w Pałacu Sztuki w Krakowie (otwarta 7 kwietnia 1990 roku). Była ona poświęcona dorobkowi twórczemu malarki w ujęciu retrospektywnym.

## Tematyka twórczości artystki i jej ocena
Na twórczości artystki w dużym stopniu zaważyły jej dramatyczne przeżycia z Powstania warszawskiego, które cudem przetrwała chroniąc małe dziecko. Wpłynęły one na całą jej twórczość, na paletę i nastrój jej obrazów, nawet tych, które powstały wiele lat później. Uwidaczniają to szczególnie takie płótna jak: „Wspomnienie z Warszawy 1944”, „Zagłada I” i „Zagłada II”, „Los” czy „Po powstaniu” oraz cykl obrazów ze słowem „brama” w tytule („Brama I”, „Brama III”, „Brama z dwiema postaciami”).
W pierwszym okresie twórczości jej obrazy malowane były kolorem i światłem, potem przyszła głęboka fascynacja czystą formą brył i figur geometrycznych. Następny okres to czas mrocznych marzeń sennych, pełny pesymizmu, kreślony barwami coraz bledszymi i ciemniejszymi. To świat bezwolnych postaci, świat nieokreślony, nierealny i baśniowy. Ostatni okres twórczości, zbliża ją ku surrealizmowi, w którym jej talent najlepiej się odnajduje. Jej obrazy cechują się aluzyjnością i nastrojowością. Ich tajemnicza atmosfera wyraża egzystencjalny lęk człowieka, jego osamotnienie duchowe i bezradność w starciu z przeznaczeniem.
W ocenie prof. Stanisława Rodzińskiego:

Obrazy Neli Morawickiej - w miarę upływu lat - są coraz bardziej osobistą wypowiedzią plastyczną. Nawet w tych obrazach, gdzie dostrzegamy echa zjawisk sztuki współczesnej czy inspiracje zaczerpnięte z „rekwizytorni” ekspresjonizmu, czy w tej chwili tendencji surrealistycznych, nawet tam malarka robi to na własny rachunek, ryzykując, selekcjonując.  (...) I właśnie w tej prywatności malarstwa Neli Morawickiej-Rudnickiej, w jego bezpretensjonalności i pochyleniu nad przetrwaniem i przemijaniem - upatruję wartość tej sztuki.  (...) Czas upływa, ale szansa zatrzymania naszych olśnień, zamyśleń i nieraz naszej trwogi jaką daje malowanie stanowi nadal tajemnicę dla której warto żyć, szansę uniesienia swych spraw ponad zgiełk powszedniości. Z tej próby malarstwo Neli Morawickiej-Rudnickiej wychodzi zwycięsko, będąc równocześnie wartością dla oglądających.